# Гарни (село)
Гарни́ (арм. Գառնի) — посёлок в Армении, в 28 км от Еревана в Котайкской области, в долине реки Азат. Население составляет 7215 человек. Знаменит прежде всего восстановленным из руин в советское время античным храмом I в. н. э., представляющим собой изящный периптер эллинистического типа. В истории известен тем, что здесь произошла битва при Гарни 1225 года. В 1679 году  вблизи села находился эпицентр Гарнийского землетрясения

## География
Село Гарни находится на расстоянии 20 км к востоку от Еревана, расположено в предгорной зоне на правом берегу реки Азат (бассейн Аракса), на высоте 1400 м над уровнем моря и занимает площадь около 6000 га.
Климат мягкий. Средние многолетние осадки составляют 488 мм, что ниже средне-республиканского значения на 104 мм. Максимальная температура воздуха +40 °С, минимальная −30 °С, средняя скорость ветра — 1,3 м/сек.

## Экономика
До 1990 года около 80 % жителей общины было занято на действующих в окрестностях села предприятиях лёгкой и радиотехнической промышленности, ныне основное занятие населения — это земледелие и животноводство. Их валовый продукт за последние десять лет снизился, соответственно на 30 % и 25 %, что обусловлено деградацией сельскохозяйственных земель и пастбищ.
При приватизации земель каждой семье, состоящей из 4-6 душ, достался земельный участок в 4800 м², продукция которого в настоящих условиях не может полностью удовлетворить социально-экономические нужды семьи. Состояние ещё больше ухудшается из-за недостатка оросительной воды, в результате чего в летние месяцы теряется около 25-30 % урожая садов и овощебахчевых культур.
Из 5866,5 га территорий общины орошается лишь 1070 га; 4796,6 га или вообще не орошается, или орошается только в апреле-мае.
Ныне используется оросительная вода из реки Азат, с наибольшим выходом в 800 л/сек. Водоприёмник находится на территории Хосровского заповедника. Система водоснабжения работает самотёком, диаметр трубопровода — 800 мм, длина — 13 км.
В вегетационный период, когда потребность в воде достигает максимума (летние месяцы), 370 га частных сельскохозяйственных земель из-за отсутствия воды вообще не орошаются или в лучшем случае (в зависимости от природно-климатических условий) орошаются крайне недостаточно. В результате, в течение 10 последних лет уже высохло и подверглось опустыниванию 30 га земель виноградников и 60 га земель плодовых садов. Каждый год выходит из строя 50 га земель, предназначенных для возделывания овощебахчевых культур. 40 га полей люцерны находятся на грани высыхания и деградации.

## Известные жители
- Геворг II Гарнеци — Католикос всех армян в 877—897 годах.
- Ованес Гарнеци — армянский богослов XIII века.
- Гегамян, Валерий Арутюнович (1925—2000) — украинский художник армянского происхождения, педагог, основатель и декан (1965—1968) художественно-графического факультета в Одесском педагогическом институте.

## Галерея

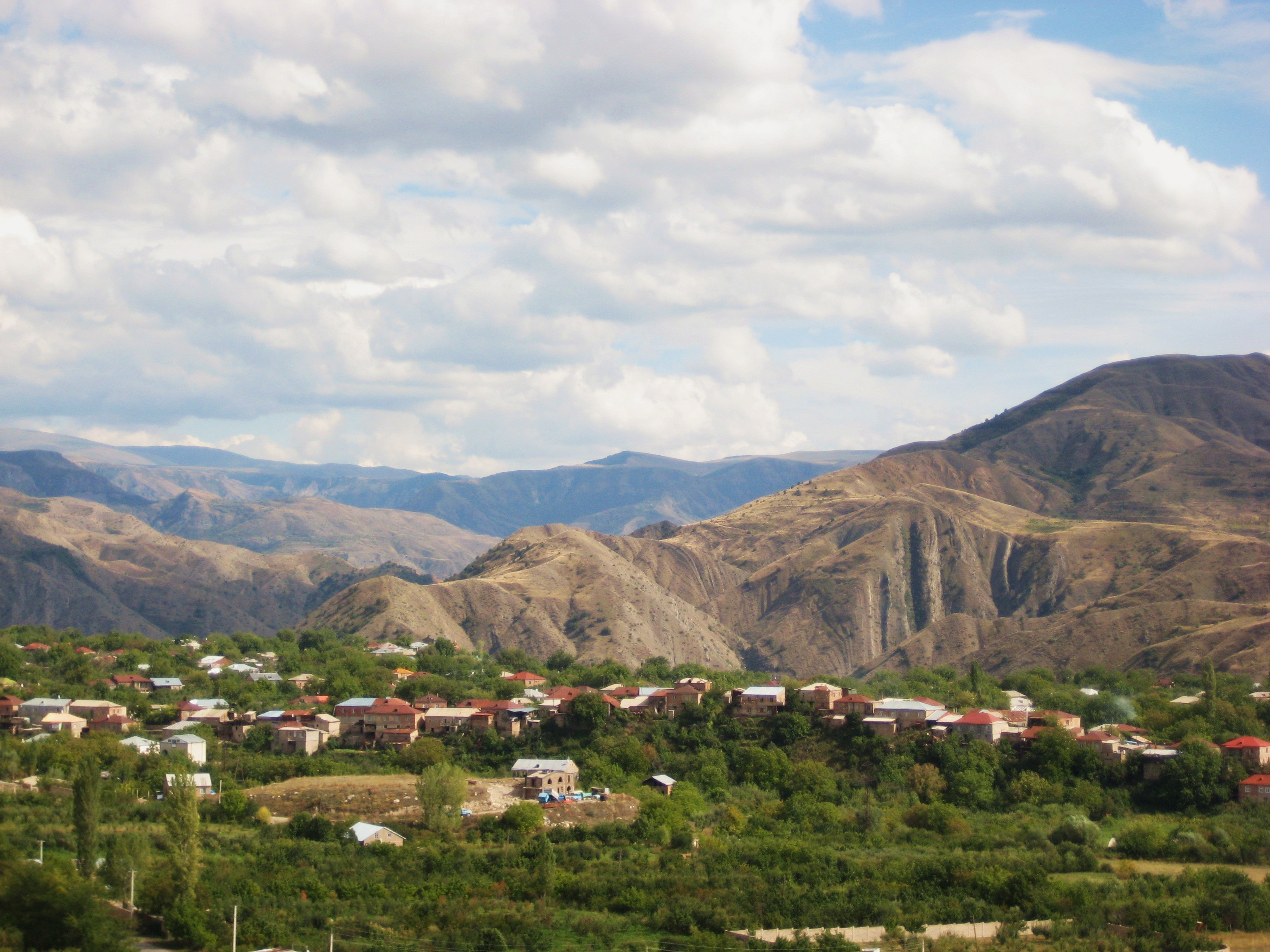
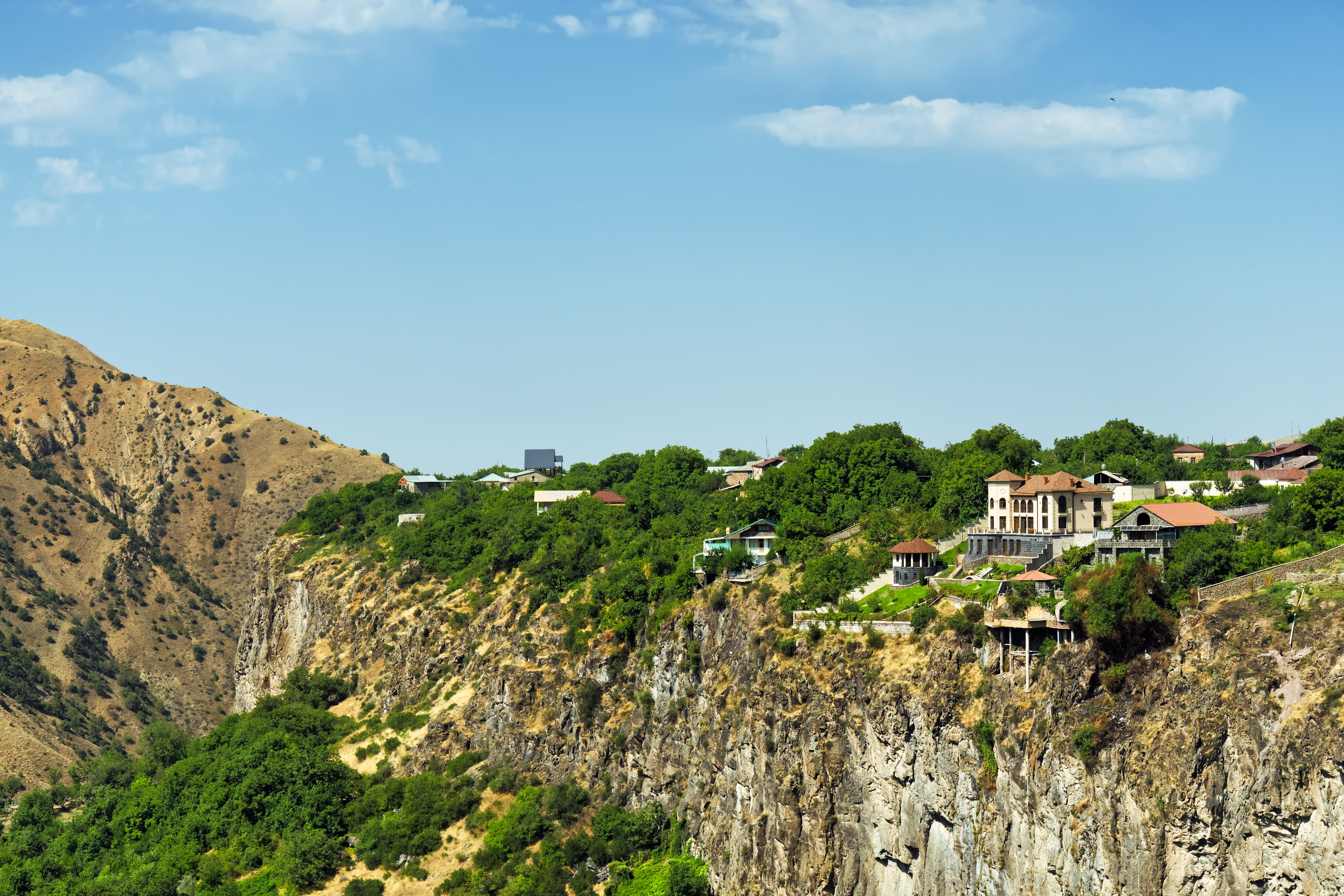
Виды села от храма Гарни
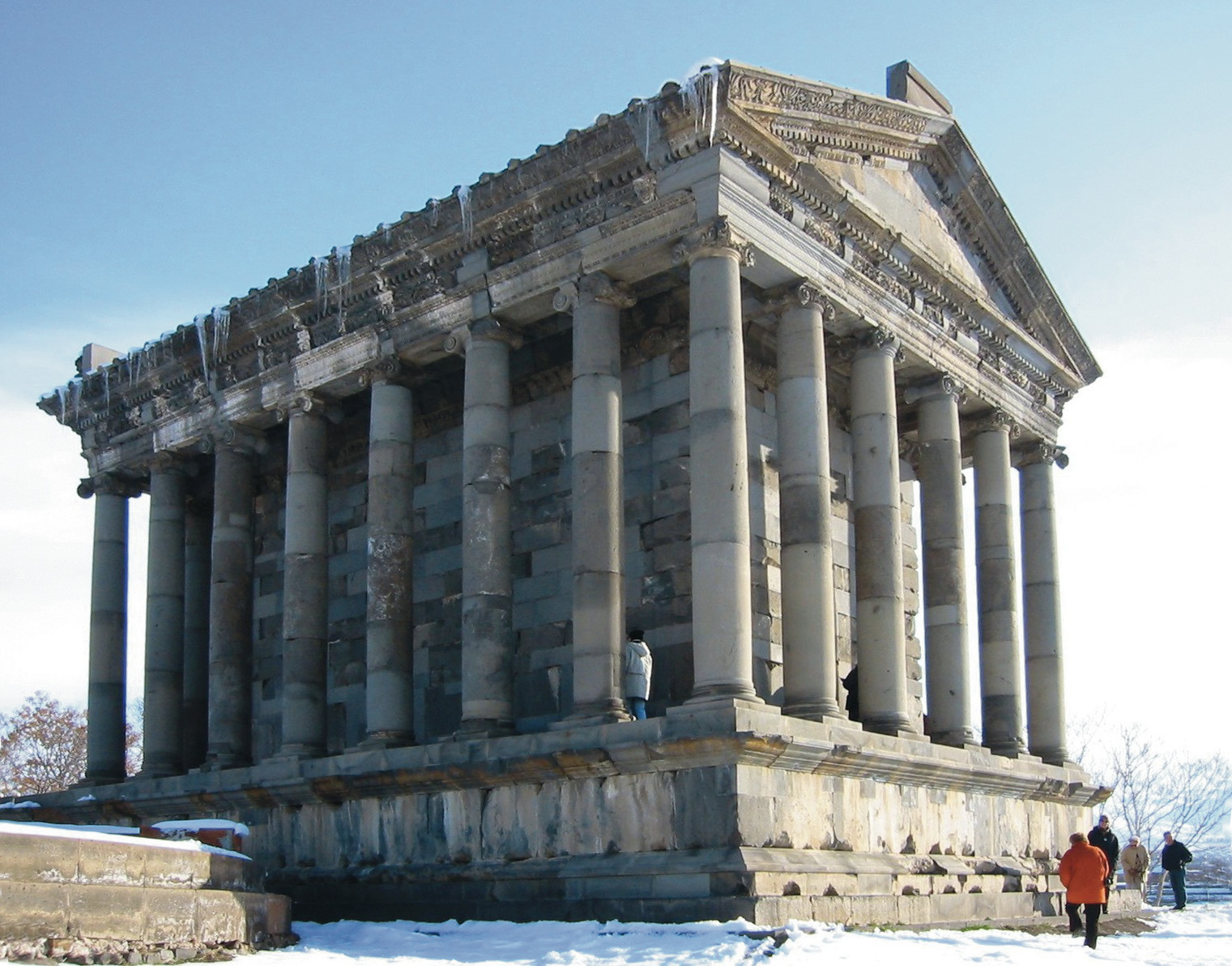
Храм Гарни
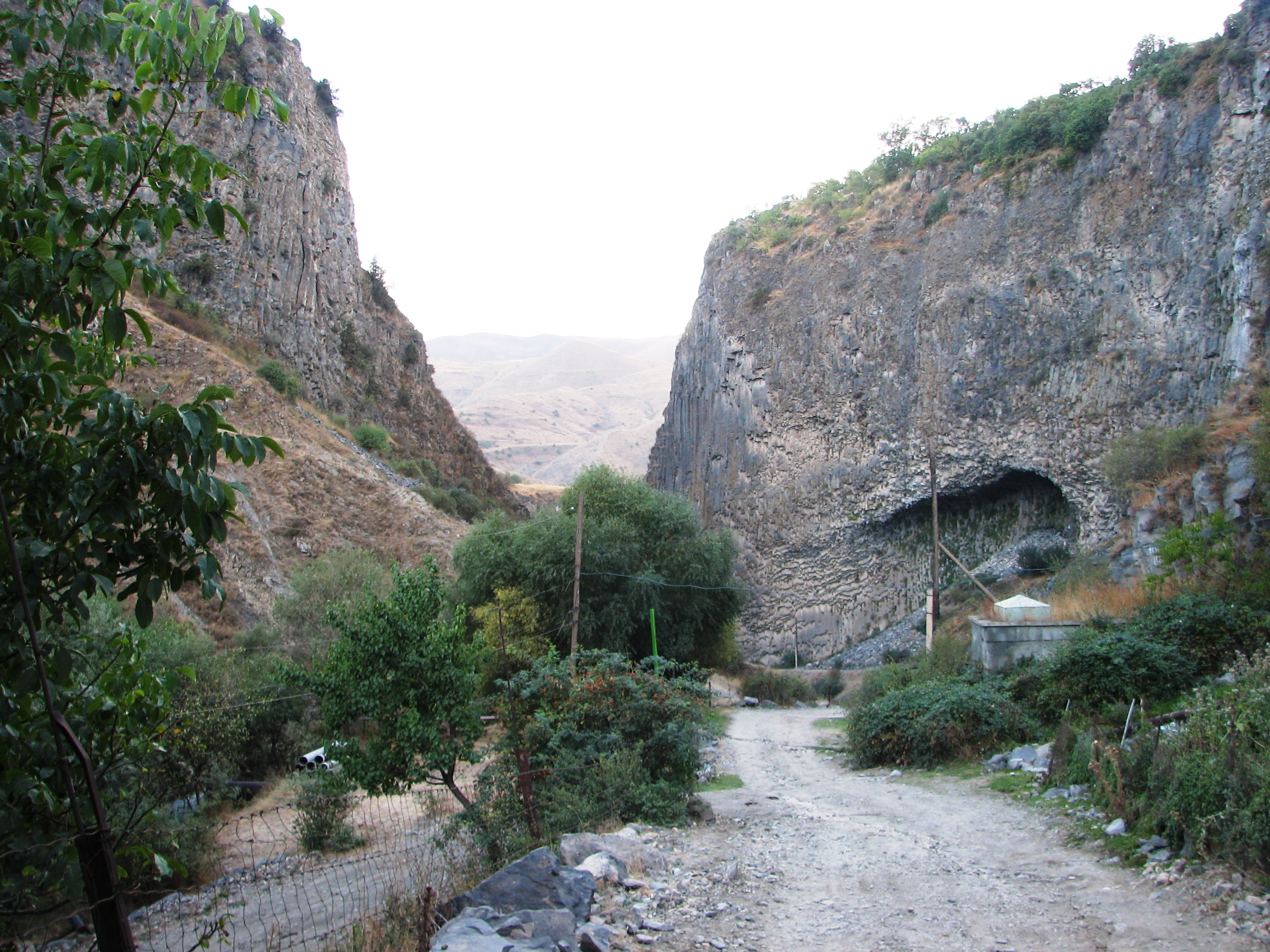
Ущелье в Гарни
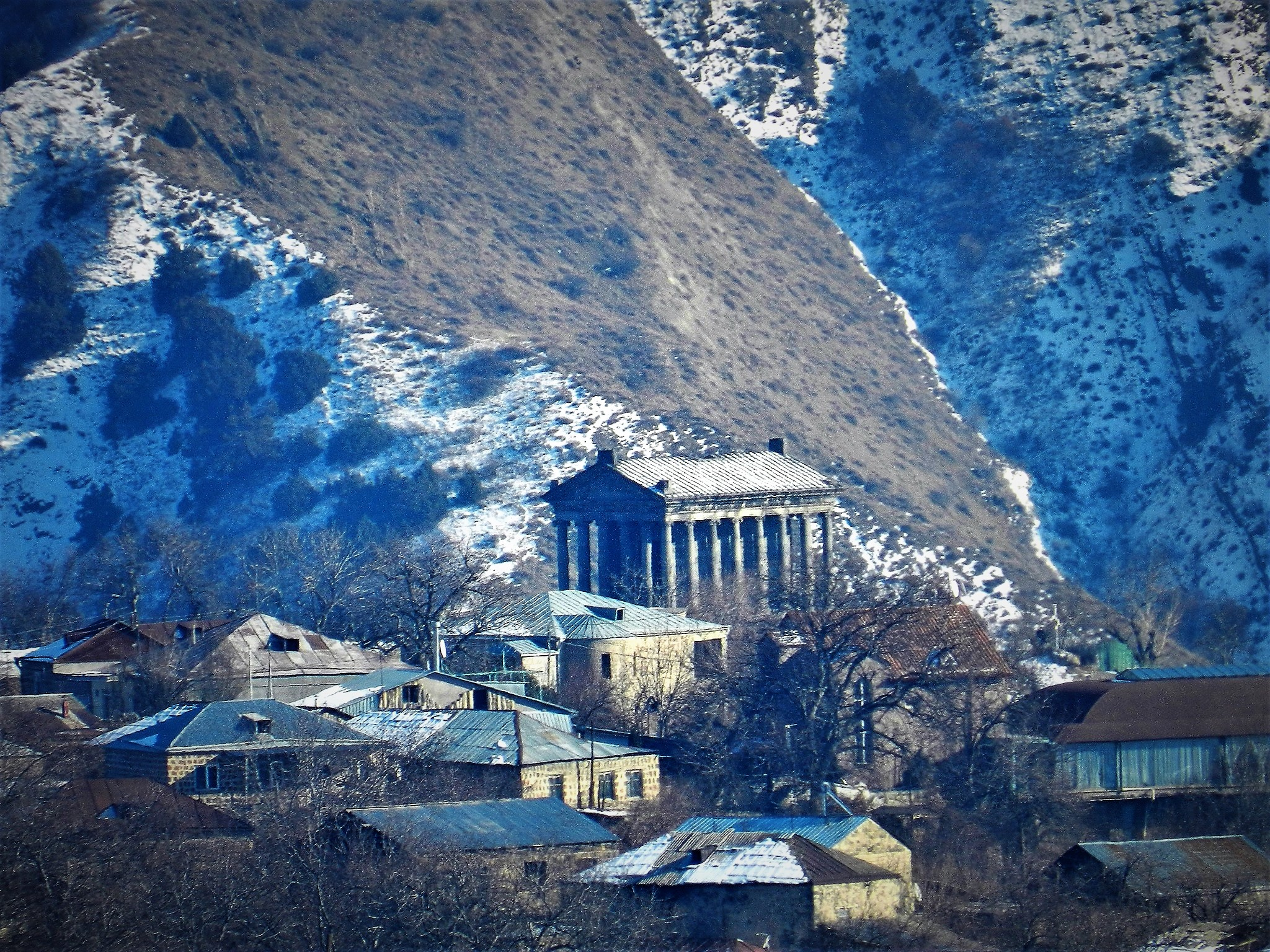
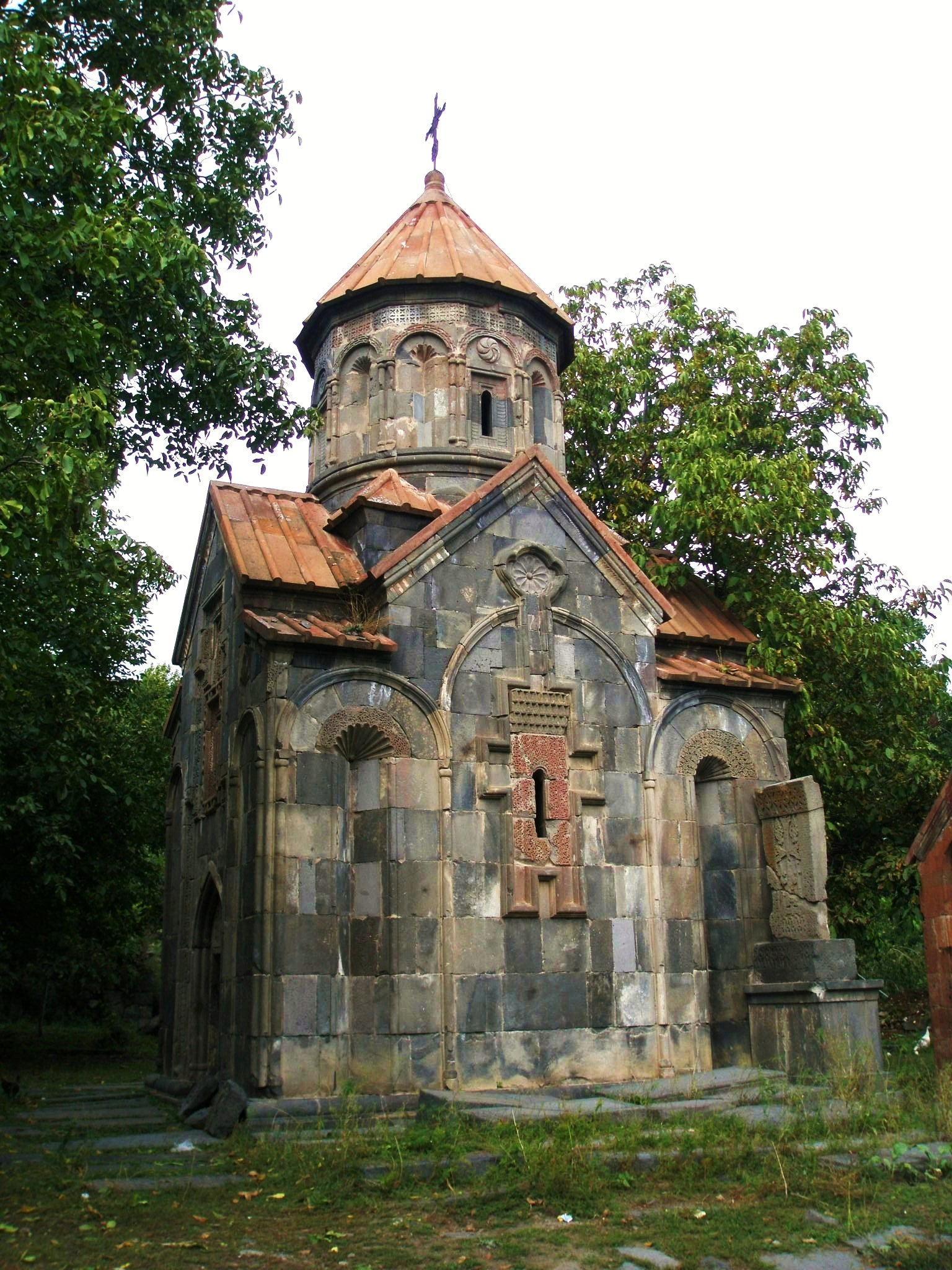
Церковь Маштоц Айрапет, XII в.
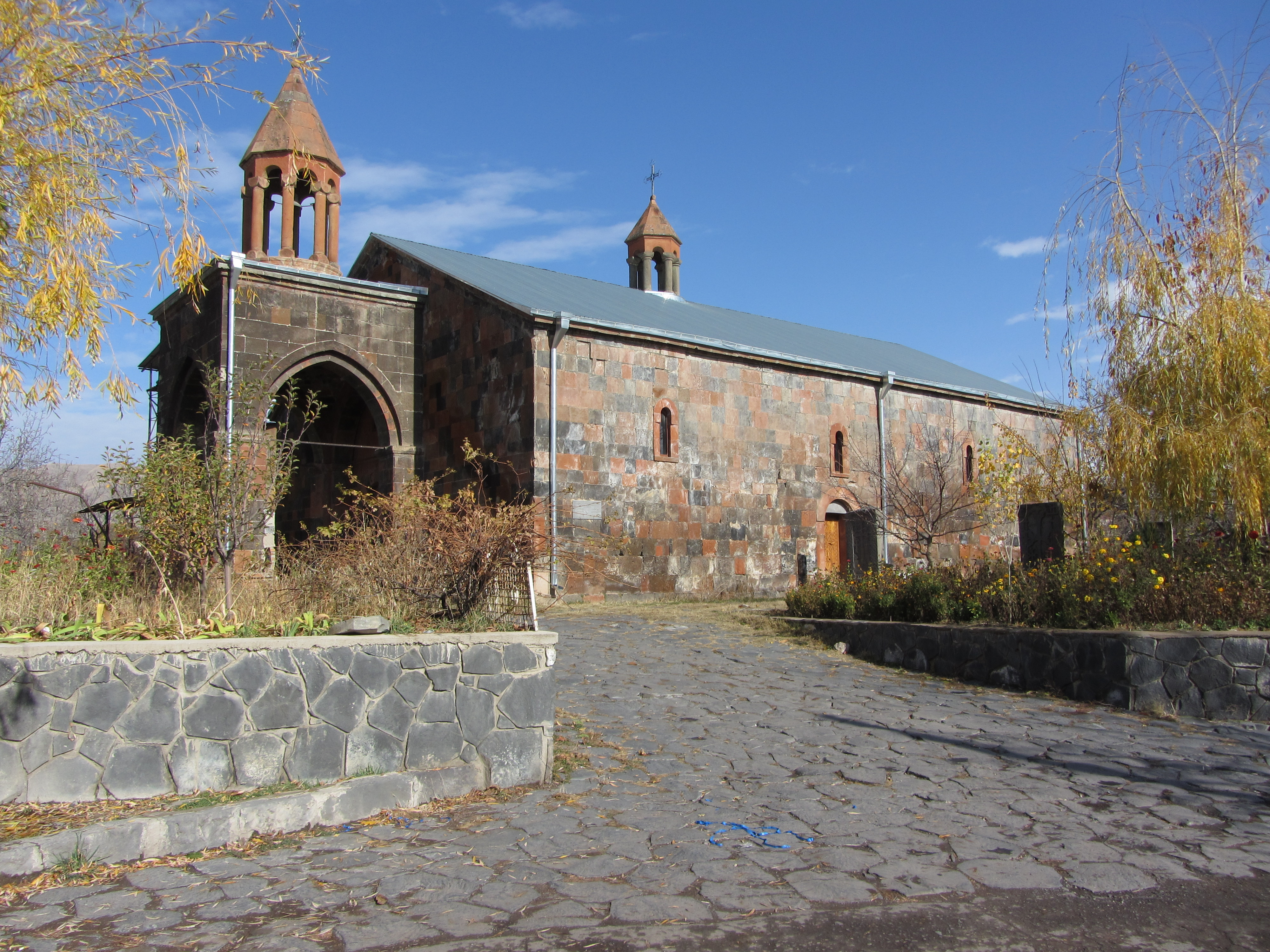
Церковь Сурб Аствацацин, XVII—XIX вв.
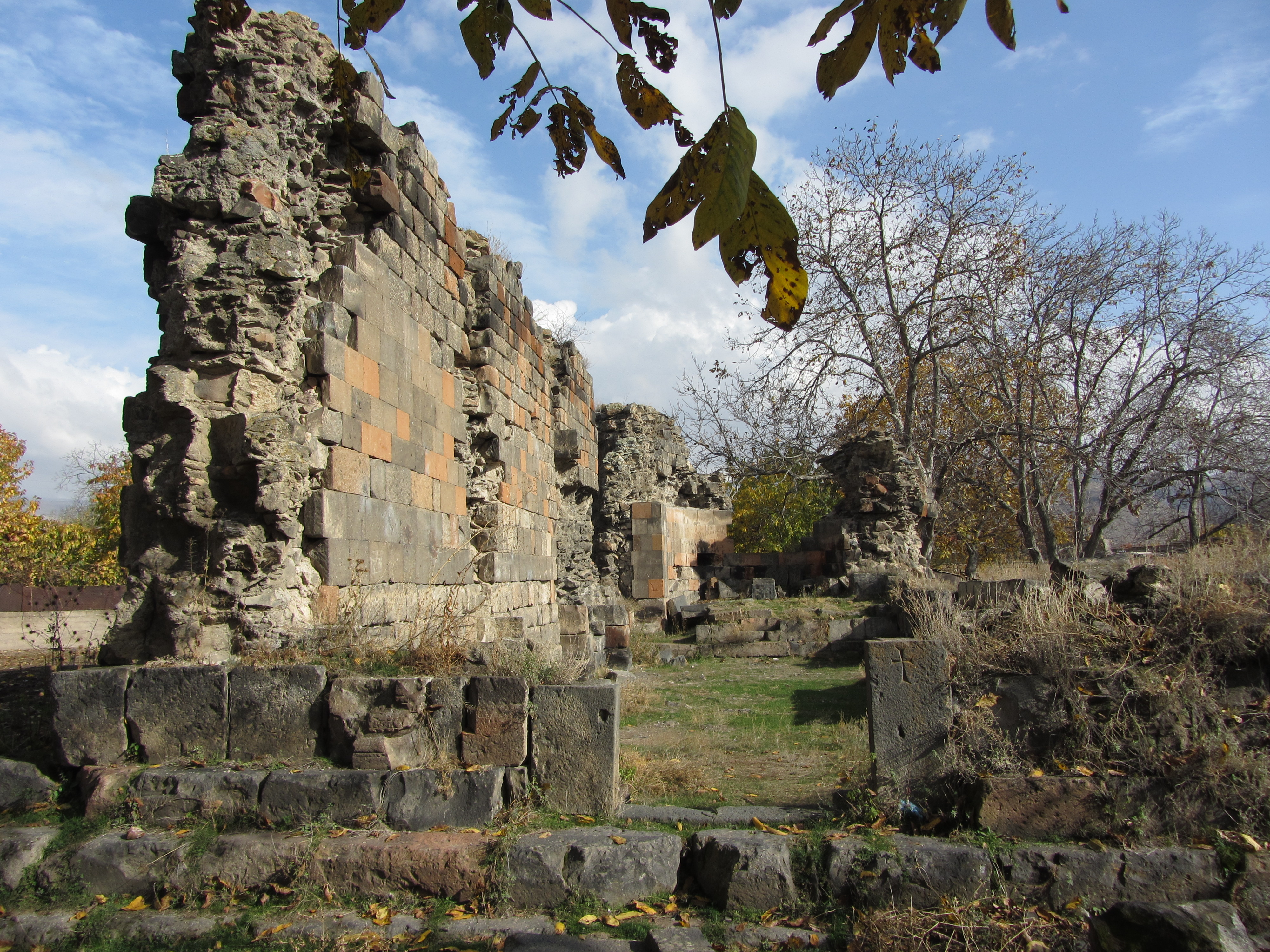
Руины церкви Хумаржам, IV—V вв.
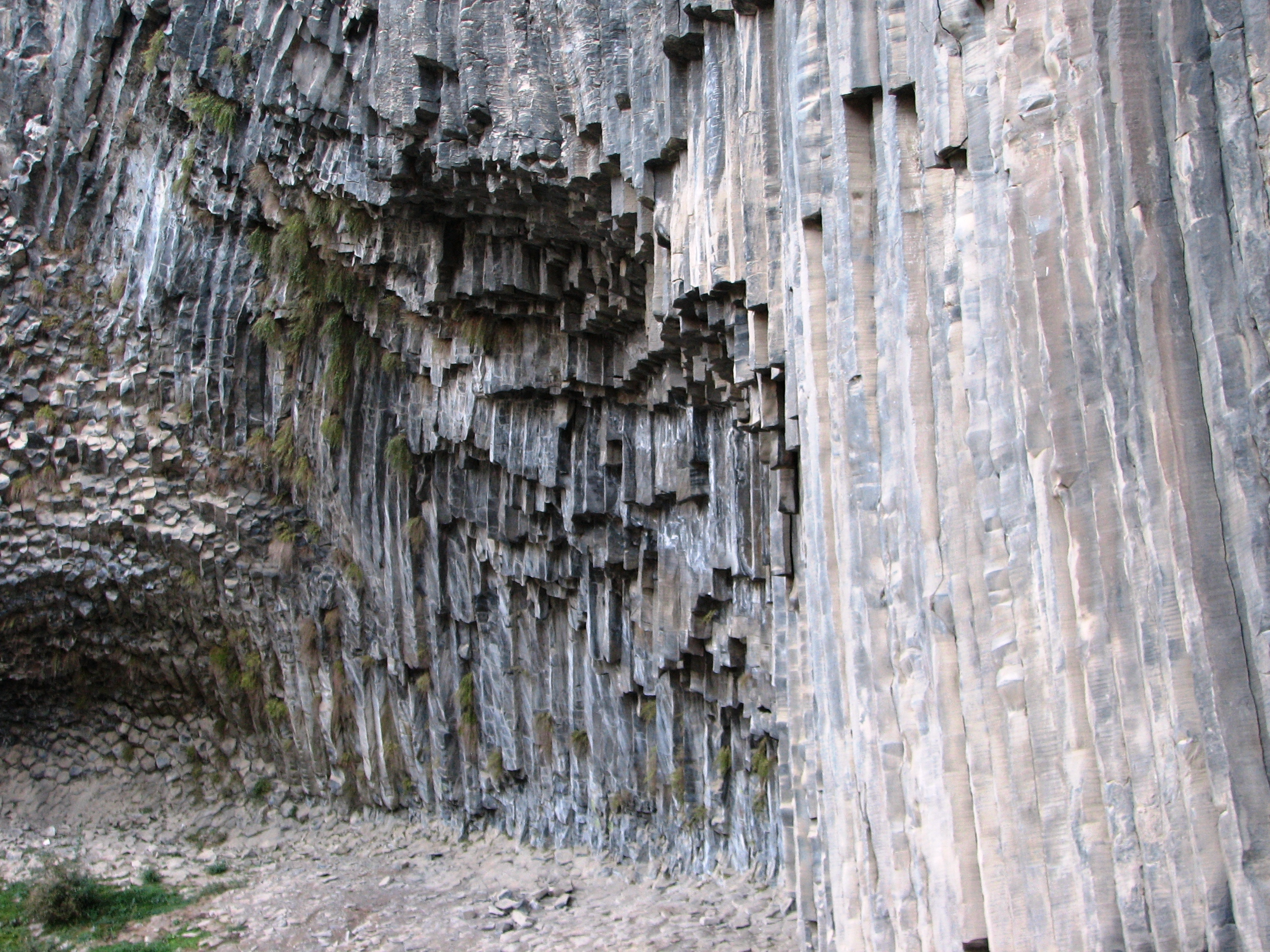
Ущелье Гарни, «Симфония в камне»
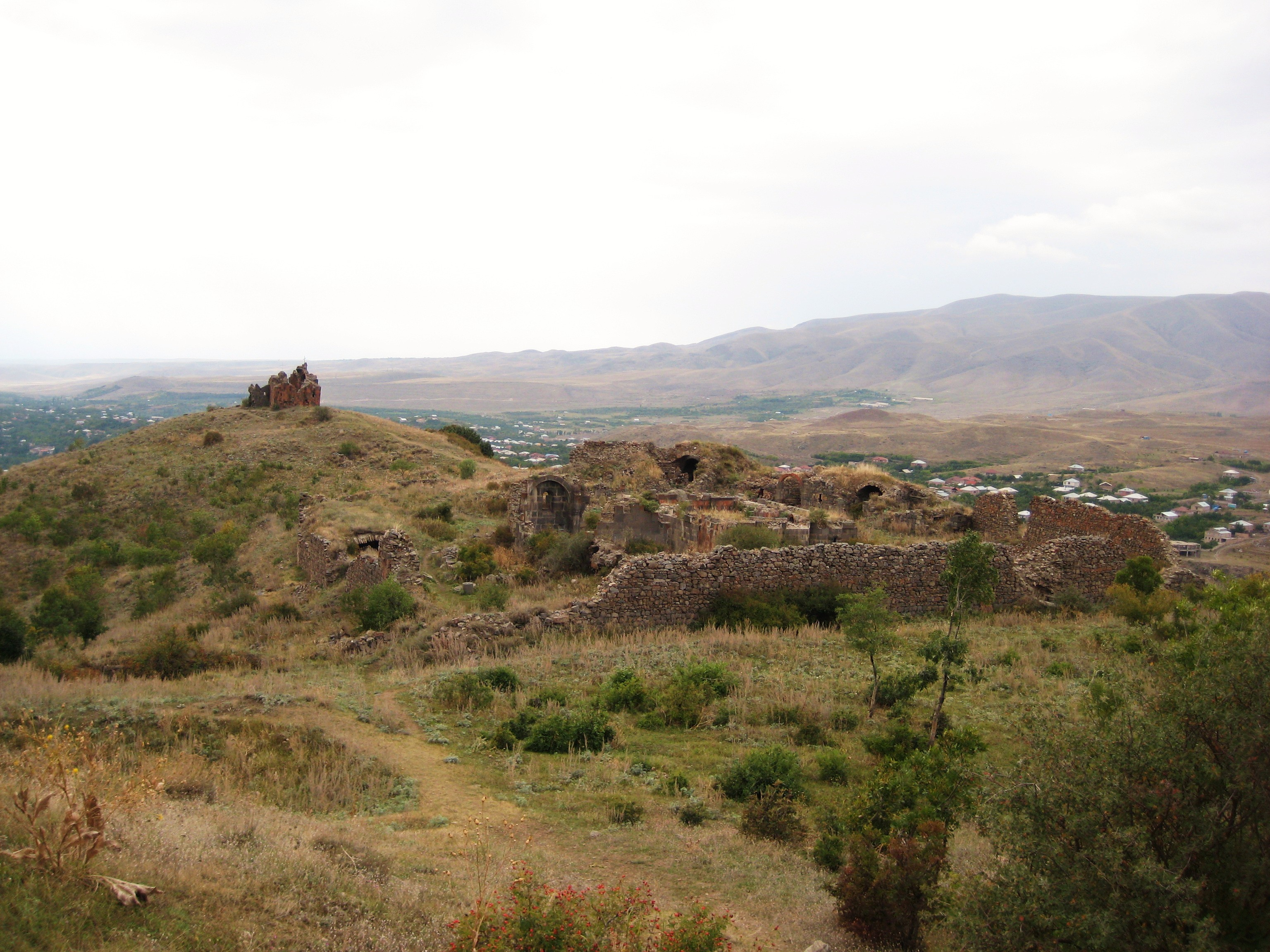
Монастырский комплекс Авуц Тар, XI—XIII вв., расположен на противоположной стороне ущелья.
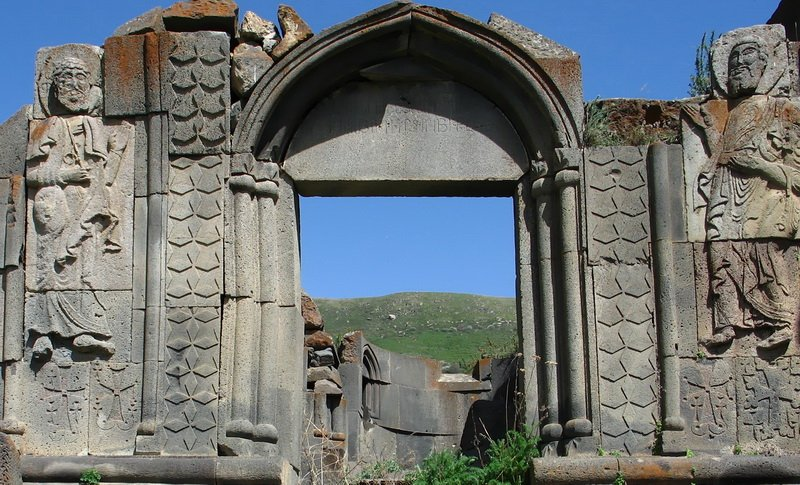
Монастырь Агджоц, XIII в., находится в Хосровском заповеднике.
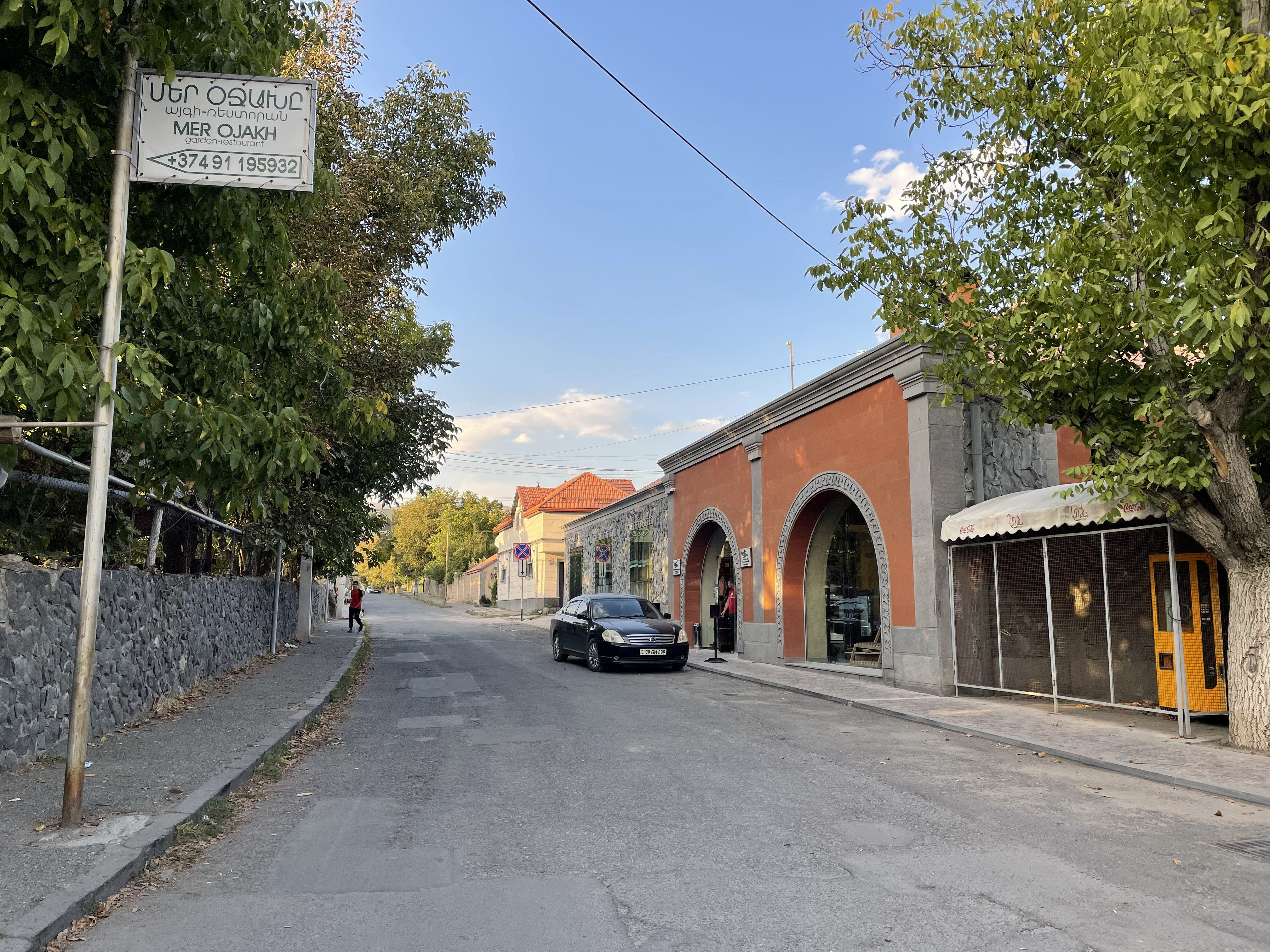
Улица Марзпетуни в центре села
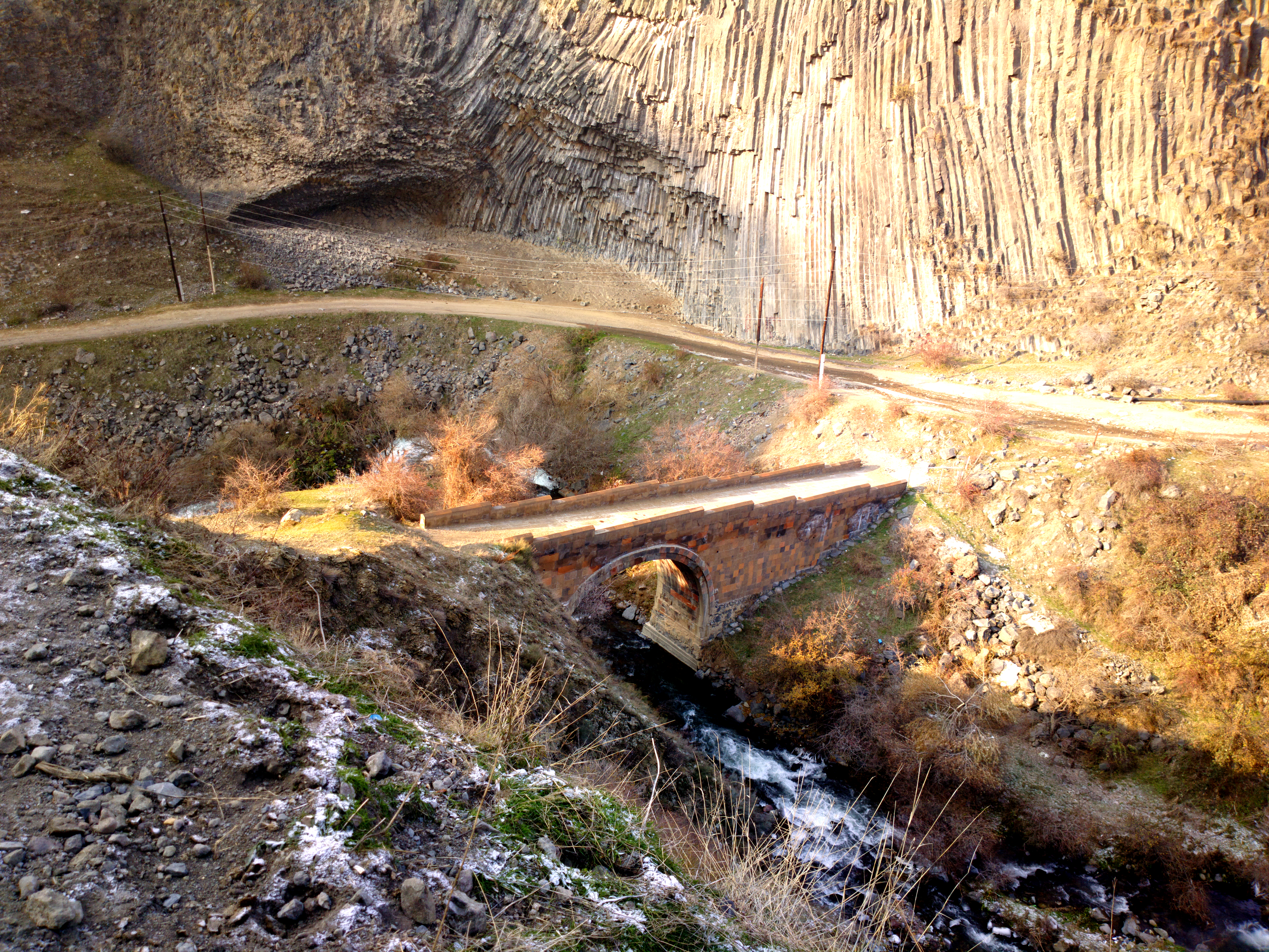
Средневековый мост
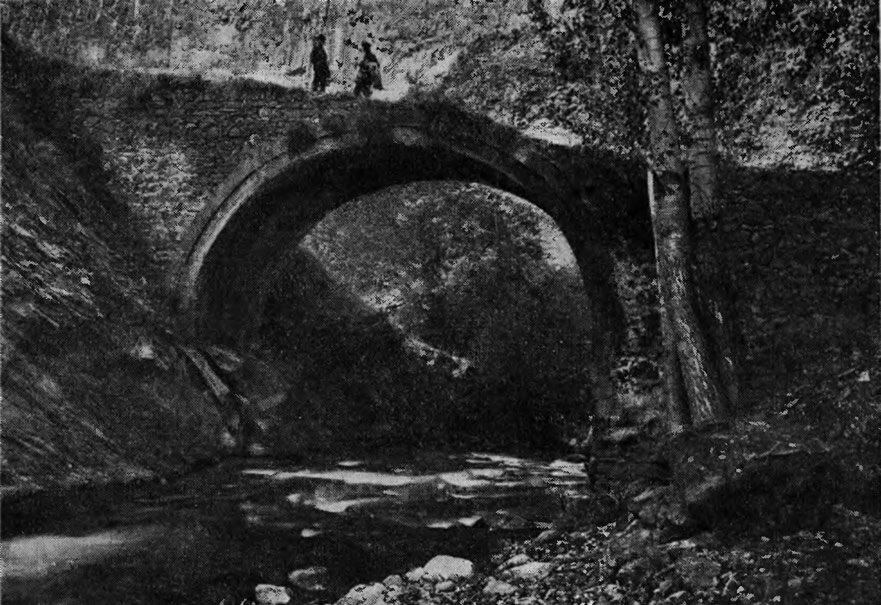
Мост в 1903 году